# Баколі
Баколі (італ. Bacoli, сиц. Bàculi) — муніципалітет в Італії, у регіоні Кампанія, метрополійне місто Неаполь.
Баколі розташоване на відстані близько 185 км на південний схід від Рима, 15 км на захід від Неаполя.
Населення — 26 723 особи (2014).
Щорічний фестиваль відбувається 26 липня. Покровитель — Sant'Anna.

## Географія
Баколі межує з муніципалітетами Монте-ді-Прочида та Поццуолі. Його територія вулканічного походження є частиною Флегрейських Полів. Вулкан Мису Мізено (італ. Capo Miseno) та порт Мізено датуються 35 000-10 500 роками[джерело?].

## Демографія
Населення за роками:

Станом на 1 січня 2023 року в муніципалітеті офіційно проживали 433 іноземці з 45 країн, серед них 97 громадян країн Євросоюзу та 150 громадян України.

## Міста-побратими
- Кімі, Греція, з 1983[5]
- область Марке, Італія, з 2001[6]
- Кобане, Сирія, з 2015[7].

## Сусідні муніципалітети
- Монте-ді-Прочида
- Поццуолі